# Toila

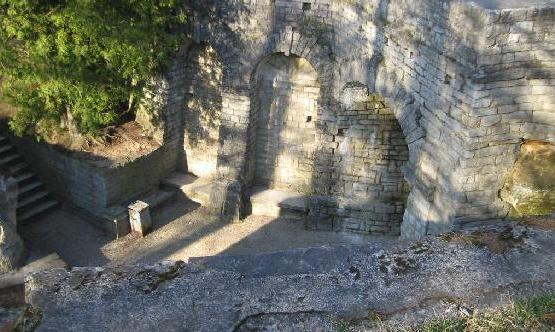
Park Toila - ruiny zamku

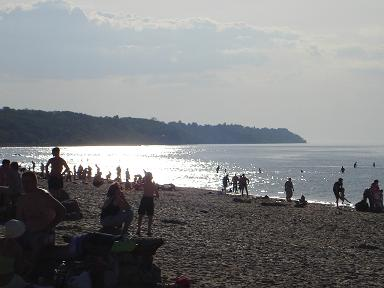
Plaża w Toila wieczorem

Toila - uzdrowisko w północno-wschodniej Estonii, w prowincji Virumaa Wschodnia; Ośrodek administracyjny gminy Toila. Okręg miejski Toila jest położone na brzegu Zatoki Fińskiej, 15 kilometrów od miasta Jõhvi.
Mieszkańców: 2 527 (2005)
W Toila znajduje się m.in. plaża oraz park Toila-Oru.